# Liste der Kulturdenkmäler in Haunetal
Die folgende Liste enthält die in der Denkmaltopographie ausgewiesenen Kulturdenkmäler auf dem Gebiet  der Gemeinde Haunetal, Landkreis Hersfeld-Rotenburg, Hessen.
Hinweis: Die Reihenfolge der Denkmäler in dieser Liste orientiert sich zunächst an Ortsteilen und anschließend der Anschrift, alternativ ist sie auch nach der Bezeichnung oder der Bauzeit sortierbar.
Kulturdenkmäler werden fortlaufend im Denkmalverzeichnis des Landes Hessen durch das Landesamt für Denkmalpflege Hessen auf Basis des Hessischen Denkmalschutzgesetzes (HDSchG) geführt. Die Schutzwürdigkeit eines Kulturdenkmals hängt nicht von der Eintragung in das Denkmalverzeichnis des Landes Hessen oder der Veröffentlichung in der Denkmaltopographie ab.

Das Vorhandensein oder Fehlen eines Objekts in dieser Liste ist keine rechtsverbindliche Auskunft darüber, ob es Kulturdenkmal ist oder nicht: Diese Liste entspricht möglicherweise nicht dem aktuellen Stand der offiziellen Denkmaltopographie. Diese ist für Hessen in den entsprechenden Bänden der Denkmaltopographie Bundesrepublik Deutschland und im Internet unter DenkXweb – Kulturdenkmäler in Hessen einsehbar. Auch diese Quellen sind, obwohl sie durch das Landesamt für Denkmalpflege Hessen aktualisiert werden, nicht immer aktuell, da es im Denkmalbestand immer wieder Änderungen gibt.
Eine verbindliche Auskunft erteilt allein das Landesamt für Denkmalpflege Hessen.
Nutze diese Kartenansicht, um Koordinaten in der Liste zu setzen. In dieser Kartenansicht sind Kulturdenkmale ohne Koordinaten mit einem roten bzw. orangen Marker dargestellt und können in der Karte gesetzt werden. Kulturdenkmale ohne Bild sind mit einem blauen bzw. roten Marker gekennzeichnet, Kulturdenkmale mit Bild mit einem grünen bzw. orangen Marker.

## Hermannspiegel
| Bild            | Bezeichnung                                        | Lage                                                                | Beschreibung                       | Bauzeit | Daten |
| --------------- | -------------------------------------------------- | ------------------------------------------------------------------- | ---------------------------------- | ------- | ----- |
| Bild gesucht BW | Abschluss einer Hofanlage Lindenbachstraße 4 und 6 | Hermannspiegel, Lindenbachstraße 4 und 6 LageFlur: 1, Flurstück: 14 | Spätes 19. Jahrhundert             |         |       |
| Bild gesucht BW | Haupthaus und Scheune Lindenbachstraße 10          | Hermannspiegel, Lindenbachstraße 10 LageFlur: 1, Flurstück: 44      | Zweite Hälfte des 18. Jahrhunderts |         |       |
| Bild gesucht BW | Traufenhaus Lindenbachstraße 11                    | Hermannspiegel, Lindenbachstraße 11 LageFlur: 1, Flurstück: 55/1    | 1710                               |         |       |
| Bild gesucht BW | Traufenhaus und Scheune Oberhauner Weg 1           | Hermannspiegel, Oberhauner Weg 1 LageFlur: 1, Flurstück: 42/1       | Spätes 18. Jahrhundert             |         |       |

## Holzheim
| Bild                 | Bezeichnung                                  | Lage                                                                                 | Beschreibung                                                                                  | Bauzeit                                                                           | Daten |
| -------------------- | -------------------------------------------- | ------------------------------------------------------------------------------------ | --------------------------------------------------------------------------------------------- | --------------------------------------------------------------------------------- | ----- |
| Bild gesucht BW      | Wohnhaus Knüllstraße 3                       | Holzheim, Knüllstraße 3 LageFlur: 3, Flurstück: 40                                   | 1914                                                                                          |                                                                                   |       |
| Evangelische Kapelle | Evangelische Kapelle                         | Holzheim, Knüllstraße 31 LageFlur: 3, Flurstück: 71                                  | Anfang 20. Jahrhundert                                                                        |                                                                                   |       |
| Bild gesucht BW      | Hofanlage mit Backhaus Schloßgartenstraße 25 | Holzheim, Schloßgartenstraße 25 LageFlur: 3, Flurstück: 66                           | 1822                                                                                          |                                                                                   |       |
| Bild gesucht BW      | Dreiseithof Turmstraße 46                    | Holzheim, Turmstraße 46 LageFlur: 3, Flurstück: 56                                   | 1822                                                                                          |                                                                                   |       |
| Ehemaliger Wohnturm  | Ehemaliger Wohnturm                          | Holzheim, Turmstraße 49 LageFlur: 3, Flurstück: 49/4                                 |                                                                                               | um 1500                                                                           |       |
| Bild gesucht BW      | Rähmbau Turmstraße 50                        | Holzheim, Turmstraße 50 LageFlur: 3, Flurstück: 51                                   | Zweite Hälfte des 18. Jahrhunderts                                                            |                                                                                   |       |
| weitere Bilder       | Ehemaliges Jagdschloss                       | Holzheim, Schloßgartenstraße 15 (früher: Turmstraße 12) LageFlur: 3, Flurstück: 52/3 | Ehem. Sitz des Amtmanns des Amtes Hauneck, Ehem. Jagdschloss der Landgrafen von Hessen-Kassel | Vorgängerbau einer Kemenate 1183 erstmalig erwähnt, Umbau zum Jagdschloss 1732–35 |       |
| Bild gesucht BW      | Hof Heisenstein                              | Holzheim, Heisensteiner Straße 1 LageFlur: 5, Flurstück: 78                          |                                                                                               | 1592                                                                              |       |

## Kruspis
| Bild            | Bezeichnung                              | Lage                                                  | Beschreibung | Bauzeit                | Daten |
| --------------- | ---------------------------------------- | ----------------------------------------------------- | ------------ | ---------------------- | ----- |
| Bild gesucht BW | Ehemalige Schule                         | Kruspis, Birkenstraße 2 LageFlur: 1, Flurstück: 23    |              |                        |       |
| weitere Bilder  | Evangelische Kirche                      | Kruspis, Birkenstraße 8 LageFlur: 1, Flurstück: 42/2  |              | 17. Jahrhundert        |       |
| Bild gesucht BW | Wohnhaus Birkenstraße 10                 | Kruspis, Birkenstraße 10 LageFlur: 1, Flurstück: 45   |              | 1858                   |       |
| Bild gesucht BW | Wohnhaus Birkenstraße 11                 | Kruspis, Birkenstraße 11 LageFlur: 1, Flurstück: 70   |              | um 1914                |       |
| Bild gesucht BW | Wohnhaus einer Hofanlage Birkenstraße 13 | Kruspis, Birkenstraße 13 LageFlur: 1, Flurstück: 68   |              |                        |       |
| Bild gesucht BW | Wohnhaus Birkenstraße 15                 | Kruspis, Birkenstraße 15 LageFlur: 1, Flurstück: 67/3 |              | Mitte 18. Jahrhundert  |       |
| Bild gesucht BW | Wohn-Wirtschaftsgebäude Birkenstraße 16  | Kruspis, Birkenstraße 16 LageFlur: 1, Flurstück: 56   |              | Mitte 19. Jahrhunderts |       |

## Mauers
| Bild            | Bezeichnung                         | Lage                                                    | Beschreibung | Bauzeit                | Daten |
| --------------- | ----------------------------------- | ------------------------------------------------------- | ------------ | ---------------------- | ----- |
| Bild gesucht BW | Abschluss einer Hofanlage Bornweg 1 | Mauers, Bornweg 1 LageFlur: 3, Flurstück: 11/3          |              | 1807                   |       |
| Bild gesucht BW | Dreiseithof Im Herzbachgrund 1      | Mauers, Im Herzbachgrund 1 LageFlur: 3, Flurstück: 30/1 |              | Frühes 19. Jahrhundert |       |
| Bild gesucht BW | Wohnhaus Im Herzbachgrund 2         | Mauers, Im Herzbachgrund 2 LageFlur: 3, Flurstück: 24/2 |              | 1835                   |       |
| Bild gesucht BW | Wohnhaus Im Herzbachgrund 8         | Mauers, Im Herzbachgrund 8 LageFlur: 3, Flurstück: 17   |              | 1906                   |       |

## Meisenbach
| Bild            | Bezeichnung                                   | Lage                                                           | Beschreibung | Bauzeit                   | Daten |
| --------------- | --------------------------------------------- | -------------------------------------------------------------- | ------------ | ------------------------- | ----- |
| Bild gesucht BW | Wohnhaus Meisenbacher Straße 1                | Meisenbach, Meisenbacher Straße 1 LageFlur: 1, Flurstück: 41/1 |              | 19. Jahrhundert           |       |
| Bild gesucht BW | Rähmbau Meisenbacher Straße 2                 | Meisenbach, Meisenbacher Straße 2 LageFlur: 2, Flurstück: 18/1 |              | 1931                      |       |
| Bild gesucht BW | Wohn-Wirtschaftsgebäude Meisenbacher Straße 4 | Meisenbach, Meisenbacher Straße 4 LageFlur: 2, Flurstück: 28/1 |              | Frühes 18. Jahrhundert    |       |
| Bild gesucht BW | Traufenhaus Meisenbacher Straße 7             | Meisenbach, Meisenbacher Straße 7 LageFlur: 2, Flurstück: 35   |              | Mittleres 19. Jahrhundert |       |
| Bild gesucht BW | Abschluss einer Hofanlage Sandweg 2           | Meisenbach, Sandweg 2 LageFlur: 2, Flurstück: 38               |              | um 1800                   |       |

## Müsenbach
| Bild            | Bezeichnung                                 | Lage                                                           | Beschreibung | Bauzeit                | Daten |
| --------------- | ------------------------------------------- | -------------------------------------------------------------- | ------------ | ---------------------- | ----- |
| Bild gesucht BW | Sägemühle                                   | Müsenbach, Mauser Straße 7 LageFlur: 4, Flurstück: 40/1, 2, 42 |              | 19. Jahrhundert        |       |
| Bild gesucht BW | Gesamtanlage Müsenbach                      | Müsenbach Lage                                                 |              |                        |       |
| Bild gesucht BW | Abschluss einer Hofanlage Bachstraße 1      | Müsenbach, Bachstraße 1 LageFlur: 3, Flurstück: 25/2           |              | 1824                   |       |
| Bild gesucht BW | Hofanlage Bachstraße 2                      | Müsenbach, Bachstraße 2 LageFlur: 3, Flurstück: 13             |              | 17. Jahrhundert        |       |
| Bild gesucht BW | Haupthaus und Ellerhaus Bachstraße 4        | Müsenbach, Bachstraße 4 LageFlur: 3, Flurstück: 12/2           |              | 1801                   |       |
| Bild gesucht BW | Wohnhaus Bachstraße 5                       | Müsenbach, Bachstraße 5 LageFlur: 3, Flurstück: 28             |              | um 1800                |       |
| Bild gesucht BW | Rähmbau Bachstraße 8                        | Müsenbach, Bachstraße 8 LageFlur: 3, Flurstück: 9              |              | 1792                   |       |
| Bild gesucht BW | Wohnhaus Bachstraße 10                      | Müsenbach, Bachstraße 10 LageFlur: 3, Flurstück: 8             |              | Anfang 20. Jahrhundert |       |
| Bild gesucht BW | Haupthaus Mauerser Straße 2                 | Müsenbach, Mauerser Straße 2 LageFlur: 3, Flurstück: 15/1      |              | 1710                   |       |
| Bild gesucht BW | Abschluss einer Hofanlage Mauerser Straße 3 | Müsenbach, Mauerser Straße 3 LageFlur: 3, Flurstück: 18/2      |              | 1773                   |       |

## Neukirchen
| Bild            | Bezeichnung                                     | Lage                                                           | Beschreibung | Bauzeit                       | Daten |
| --------------- | ----------------------------------------------- | -------------------------------------------------------------- | ------------ | ----------------------------- | ----- |
| Bild gesucht BW | Gesamtanlage Neukirchen                         | Neukirchen Lage                                                |              |                               |       |
| weitere Bilder  | Bahnhof                                         | Neukirchen, Bahnhofstraße 11 LageFlur: 7, Flurstück: 131/45    |              | um 1900                       |       |
| Bild gesucht BW | Vierseithof Braugasse 1                         | Neukirchen, Braugasse 1 LageFlur: 3, Flurstück: 154/1          |              | Mitte des 18. Jahrhunderts    |       |
| Bild gesucht BW | Doppelhaus Braugasse 3 und 5                    | Neukirchen, Braugasse 3 und 5 LageFlur: 3, Flurstück: 142      |              | Mitte des 18. Jahrhunderts    |       |
| Bild gesucht BW | Brunnen                                         | Neukirchen, Brunnenring o. N. LageFlur: 3, Flurstück: 209/1    |              | 1616                          |       |
| Bild gesucht BW | Wohn-Wirtschaftsgebäude Brunnenring 1           | Neukirchen, Brunnenring 1 LageFlur: 3, Flurstück: 39/1         |              | 18. Jahrhundert               |       |
| Bild gesucht BW | Erntennenhaus Brunnenring 13                    | Neukirchen, Brunnenring 13 LageFlur: 3, Flurstück: 13          |              | 1821                          |       |
| Bild gesucht BW | Haupthaus einer Hofanlage Burg Hauneck Straße 2 | Neukirchen, Burg Hauneck Straße 2 LageFlur: 6, Flurstück: 61   |              | nach 1800                     |       |
| Bild gesucht BW | Dreiseithof Hauptstraße 11 und 13               | Neukirchen, Hauptstraße 11 und 13 LageFlur: 3, Flurstück: 18/1 |              | um 1800                       |       |
| Bild gesucht BW | Gasthaus                                        | Neukirchen, Hauptstraße 15 LageFlur: 3, Flurstück: 151         |              | 1827                          |       |
| Bild gesucht BW | Fachwerkhaus Hauptstraße 17                     | Neukirchen, Hauptstraße 17 LageFlur: 3, Flurstück: 152/1       |              | 18. Jahrhundert               |       |
| Bild gesucht BW | Wohnhaus Hauptstraße 18                         | Neukirchen, Hauptstraße 18 LageFlur: 3, Flurstück: 164/221     |              | 1785                          |       |
| Bild gesucht BW | Hofreite Hauptstraße 19                         | Neukirchen, Hauptstraße 19 LageFlur: 3, Flurstück: 155/1       |              | 1740                          |       |
| Bild gesucht BW | Hofanlage Hauptstraße 21                        | Neukirchen, Hauptstraße 21 LageFlur: 3, Flurstück: 141         |              | Ende 17. Jahrhundert          |       |
| Bild gesucht BW | Traufenhaus Hauptstraße 22                      | Neukirchen, Hauptstraße 22 LageFlur: 3, Flurstück: 118         |              | 1834                          |       |
| Bild gesucht BW | Haupthaus einer Hofanlage Hauptstraße 24        | Neukirchen, Hauptstraße 24 LageFlur: 3, Flurstück: 117         |              | 1813                          |       |
| Bild gesucht BW | Haupthaus einer Hofanlage Hauptstraße 28        | Neukirchen, Hauptstraße 28 LageFlur: 3, Flurstück: 112         |              | Zweite Hälfte 18. Jahrhundert |       |
| Bild gesucht BW | Wohnhaus Hauptstraße 30                         | Neukirchen, Hauptstraße 30 LageFlur: 3, Flurstück: 107         |              | 1776                          |       |
| Bild gesucht BW | Traufenhaus Hauptstraße 32                      | Neukirchen, Hauptstraße 32 LageFlur: 3, Flurstück: 106         |              | 1883                          |       |
| Bild gesucht BW | Ehemaliges Ernhaus Hauptstraße 38               | Neukirchen, Hauptstraße 38 LageFlur: 3, Flurstück: 85          |              | um 1700                       |       |
| Bild gesucht BW | Ehemalige Schule                                | Neukirchen, Johannesstraße 1 LageFlur: 3, Flurstück: 26/2      |              | um 1900                       |       |
| Bild gesucht BW | Hofanlage Johannesstraße 4                      | Neukirchen, Johannesstraße 4 LageFlur: 3, Flurstück: 150/1     |              | 1707                          |       |
| Bild gesucht BW | Hofreite Johannesstraße 6                       | Neukirchen, Johannesstraße 6 LageFlur: 3, Flurstück: 148/1     |              | 1706                          |       |
| Bild gesucht BW | Erntennenhaus und Scheune Kirchberg 1           | Neukirchen, Kirchberg 1 LageFlur: 3, Flurstück: 126/1,2,3      |              | 1553                          |       |
| Bild gesucht BW | Wohnhaus Kirchberg 2                            | Neukirchen, Kirchberg 2 LageFlur: 3, Flurstück: 157            |              | 1854                          |       |
| Bild gesucht BW | Haupthaus einer Hofanlage Kirchberg 3           | Neukirchen, Kirchberg 3 LageFlur: 3, Flurstück: 130            |              | Frühes 18. Jahrhundert        |       |
| weitere Bilder  | Evangelische Kirche                             | Neukirchen, Kirchberg 4 LageFlur: 3, Flurstück: 177 und 178    |              | vor 1466                      |       |
| Bild gesucht BW | Hofreite Kirchberg 5                            | Neukirchen, Kirchberg 5 LageFlur: 3, Flurstück: 131+132        |              | Spätes 18. Jahrhundert        |       |
| Bild gesucht BW | Hofanlage Kirchberg 8                           | Neukirchen, Kirchberg 8 LageFlur: 3, Flurstück: 191/3          |              | 1735                          |       |
| Bild gesucht BW | Haupthaus einer Hofanlage Kirchberg 12          | Neukirchen, Kirchberg 12 LageFlur: 3, Flurstück: 197           |              | Erste Hälfte 18. Jahrhundert  |       |
| Bild gesucht BW | ehemaliges Ernhaus Mittelstraße 1               | Neukirchen, Mittelstraße 1 LageFlur: 3, Flurstück: 138/1       |              | vor 1700                      |       |
| Bild gesucht BW | Dreiseithof Mittelstraße 7                      | Neukirchen, Mittelstraße 7 LageFlur: 3, Flurstück: 68/1        |              | 1764                          |       |
| Bild gesucht BW | ehemalige Mühle                                 | Neukirchen, Mühlenstraße 1 LageFlur: 3, Flurstück: 40+42       |              | Mitte des 19. Jahrhunderts    |       |
| Bild gesucht BW | Eckhaus Pfarrgasse 1 und 3                      | Neukirchen, Pfarrgasse 1 und 3 LageFlur: 3, Flurstück: 161+162 |              | Spätes 17. Jahrhundert        |       |
| Bild gesucht BW | Haupthaus einer Hofanlage Pfarrgasse 2          | Neukirchen, Pfarrgasse 2 LageFlur: 3, Flurstück: 167/1         |              | 17. Jahrhundert               |       |
| Bild gesucht BW | Pfarrhaus                                       | Neukirchen, Pfarrgasse 5 LageFlur: 3, Flurstück: 181/1 und 182 |              | 1686                          |       |

## Oberstoppel
| Bild            | Bezeichnung                                | Lage                                                                                  | Beschreibung | Bauzeit                            | Daten |
| --------------- | ------------------------------------------ | ------------------------------------------------------------------------------------- | ------------ | ---------------------------------- | ----- |
| Bild gesucht BW | Haupthaus einer Hofanlage Am Kirchenpfad 1 | Oberstoppel, Am Kirchenpfad 1 LageFlur: 4, Flurstück: 1/5                             |              | nach 1800                          |       |
| Bild gesucht BW | Evangelische Kirche                        | Oberstoppel, Am Kirchenpfad 2 LageFlur: 4, Flurstück: 30                              |              | 1754–1756                          |       |
| Bild gesucht BW | Wohn-Wirtschaftsgebäude Burgstraße 2       | Oberstoppel, Burgstraße 2 LageFlur: 4, Flurstück: 7/1                                 |              | Mittleres 19. Jahrhundert          |       |
| Bild gesucht BW | Hofreite Burgstraße 5                      | Oberstoppel, Burgstraße 5 LageFlur: 4, Flurstück: 37/1                                |              | 1848                               |       |
| Bild gesucht BW | Wohnhaus Burgstraße 8                      | Oberstoppel, Burgstraße 8 LageFlur: 4, Flurstück: 2/1                                 |              | Zweite Hälfte des 18. Jahrhunderts |       |
| Bild gesucht BW | Ehemaliges Haupthaus Burgstraße 9          | Oberstoppel, Burgstraße 9 LageFlur: 4, Flurstück: 28                                  |              |                                    |       |
| Bild gesucht BW | Wohnhaus Burgstraße 13                     | Oberstoppel, Burgstraße 13 LageFlur: 4, Flurstück: 30                                 |              | 1857                               |       |
| Bild gesucht BW | Ehemaliges Ernhaus Eichgasse 2             | Oberstoppel, Eichgasse 2 LageFlur: 4, Flurstück: 2                                    |              | 1741                               |       |
| Bild gesucht BW | Grabstein                                  | Oberstoppel, Hardtstraße (Friedhof) LageFlur: 1, Flurstück: 14/2                      |              | 1872                               |       |
| Bild gesucht BW | Wohnhaus Hardtstraße 10                    | Oberstoppel, Hardtstraße 10 LageFlur: 4, Flurstück: 27/1                              |              | 1766                               |       |
| Bild gesucht BW | Hofreite Hardtstraße 11                    | Oberstoppel, Hardtstraße 11 LageFlur: 4, Flurstück: 19                                |              | 1768                               |       |
| weitere Bilder  | Burg Hauneck                               | Oberstoppel, Außerhalb der Ortslage auf dem Stoppelsberg LageFlur: 6, Flurstück: 1/22 |              |                                    |       |

## Odensachsen
| Bild            | Bezeichnung                            | Lage                                                        | Beschreibung | Bauzeit                        | Daten |
| --------------- | -------------------------------------- | ----------------------------------------------------------- | ------------ | ------------------------------ | ----- |
| Bild gesucht BW | Gesamtanlage Odensachsen               | Odensachsen Lage                                            |              |                                |       |
| Bild gesucht BW | Evangelische Kirche                    | Odensachsen, Am Kirchenring 1 LageFlur: 5, Flurstück: 21    |              | 1511                           |       |
| Bild gesucht BW | Hofanlage Am Kirchenring 3             | Odensachsen, Am Kirchenring 3 LageFlur: 5, Flurstück: 13/1  |              | 1759                           |       |
| Bild gesucht BW | Ehemaliges Ernhaus Am Kirchenring 4    | Odensachsen, Am Kirchenring 4 LageFlur: 5, Flurstück: 24/1  |              | 1743                           |       |
| Bild gesucht BW | Traufenhaus Eichenstraße 8             | Odensachsen, Eichenstraße 8 LageFlur: 5, Flurstück: 51      |              | 1807                           |       |
| Bild gesucht BW | Schulhaus                              | Odensachsen, Eichenstraße 13 LageFlur: 5, Flurstück: 6      |              | 1914                           |       |
| Bild gesucht BW | Hofanlage Kurze Straße 2               | Odensachsen, Kurze Straße 2 LageFlur: 5, Flurstück: 54      |              | um 1800                        |       |
| Bild gesucht BW | Ehemalige Schule                       | Odensachsen, Querstraße 1 LageFlur: 5, Flurstück: 42        |              | 18. Jahrhundert                |       |
| Bild gesucht BW | Abschluss einer Hofanlage Querstraße 2 | Odensachsen, Querstraße 2 LageFlur: 5, Flurstück: 33/1      |              | 1929                           |       |
| Bild gesucht BW | Dreiseithof Querstraße 3               | Odensachsen, Querstraße 3 LageFlur: 5, Flurstück: 44 und 45 |              | 1767                           |       |
| Bild gesucht BW | Ernhaus Talstraße 3                    | Odensachsen, Talstraße 3 LageFlur: 5, Flurstück: 57/1       |              | 1790                           |       |
| Bild gesucht BW | Traufenhaus Talstraße 5                | Odensachsen, Talstraße 5 LageFlur: 5, Flurstück: 61/1       |              | Erste Hälfte 18. Jahrhundert   |       |
| Bild gesucht BW | Backhaus                               | Odensachsen, Talstraße 6 LageFlur: 5, Flurstück: 38         |              | Zweite Hälfte 19. Jahrhundert  |       |
| Bild gesucht BW | Wohnhaus Talstraße 8                   | Odensachsen, Talstraße 8 LageFlur: 5, Flurstück: 41/1       |              | 1806                           |       |
| Bild gesucht BW | Ernhaus und Scheune Talstraße 15       | Odensachsen, Talstraße 15 LageFlur: 5, Flurstück: 83/3      |              | 1743                           |       |
| Bild gesucht BW | Haupthaus einer Hofanlage Talstraße 23 | Odensachsen, Talstraße 23 LageFlur: 6, Flurstück: 97        |              | Erstes Drittel 20. Jahrhundert |       |
| Bild gesucht BW | Ernhaus Wehrstraße 1                   | Odensachsen, Wehrstraße 1 LageFlur: 5, Flurstück: 17        |              | Mitte 18. Jahrhundert          |       |

### Ehemalige Kulturdenkmäler
| Bild            | Bezeichnung          | Lage                                                 | Beschreibung                                        | Bauzeit | Daten |
| --------------- | -------------------- | ---------------------------------------------------- | --------------------------------------------------- | ------- | ----- |
| Bild gesucht BW | Rähmbau Talstraße 11 | Odensachsen, Talstraße 11 LageFlur: 5, Flurstück: 79 | Das Haus wurde 1995 nach Mündershausen transloziert | 1845    |       |

## Rhina
| Bild            | Bezeichnung                                    | Lage                                                                  | Beschreibung | Bauzeit                   | Daten |
| --------------- | ---------------------------------------------- | --------------------------------------------------------------------- | ------------ | ------------------------- | ----- |
| Bild gesucht BW | Haupthaus einer Hofanlage                      | Rhina, Außerhalb der Ortslage, Ahlertshof 1 LageFlur: 8, Flurstück: 7 |              |                           |       |
| Bild gesucht BW | Jüdischer Friedhof                             | Rhina, Außerhalb der Ortslage LageFlur: 5, Flurstück: 6               |              | vor 1800                  |       |
| Bild gesucht BW | Gesamtanlage Rhina                             | Rhina Lage                                                            |              |                           |       |
| Bild gesucht BW | Wohn-Wirtschaftsgebäude Am Platz 1             | Rhina, Am Platz 1 LageFlur: 3, Flurstück: 159                         |              | 1802                      |       |
| Bild gesucht BW | Hofreite Am Platz 3                            | Rhina, Am Platz 3 LageFlur: 3, Flurstück: 164/1                       |              | Mitte 18. Jahrhundert     |       |
| Bild gesucht BW | Erntennenhaus Am Platz 5                       | Rhina, Am Platz 5 LageFlur: 3, Flurstück: 171/1                       |              | 1734                      |       |
| Bild gesucht BW | Wohnhaus Im Oberland 13                        | Rhina, Im Oberland 13 LageFlur: 3, Flurstück: 5/1                     |              |                           |       |
| Bild gesucht BW | Ehemalige Rhinmühle                            | Rhina, Im Oberland 16 LageFlur: 3, Flurstück: 1                       |              | 1740                      |       |
| Bild gesucht BW | Rähmbau Im Unterland 9                         | Rhina, Im Unterland 9 LageFlur: 3, Flurstück: 99/1                    |              | 2. Hälfte 19. Jahrhundert |       |
| Bild gesucht BW | Unterstallhaus Im Unterland 13                 | Rhina, Im Unterland 13 LageFlur: 3, Flurstück: 111                    |              | 1. Hälfte 19. Jahrhundert |       |
| weitere Bilder  | Evangelische Kirche                            | Rhina, Kirchstraße 5 LageFlur: 3, Flurstück: 150/2 und 157            |              | 1814                      |       |
| Bild gesucht BW | Wohnhaus Kirchstraße 10                        | Rhina, Kirchstraße 10 LageFlur: 3, Flurstück: 186                     |              | 1758                      |       |
| Bild gesucht BW | Rähmbau Wehrdaer Straße 2                      | Rhina, Wehrdaer Straße 2 LageFlur: 3, Flurstück: 158/1                |              | Frühes 19. Jahrhundert    |       |
| Bild gesucht BW | Wohn-Wirtschaftsgebäude Wetzloser Straße 1 + 3 | Rhina, Wetzloser Straße 1 + 3 LageFlur: 3, Flurstück: 167 und 168/1   |              | 19. Jahrhundert           |       |
| Bild gesucht BW | Wohnhaus Wetzloser Straße 4                    | Rhina, Wetzloser Straße 4 LageFlur: 3, Flurstück: 83/3                |              | Mitte 19. Jahrhundert     |       |
| Bild gesucht BW | Haupthaus Wetzloser Straße 16                  | Rhina, Wetzloser Straße 16 LageFlur: 3, Flurstück: 67/1               |              | 1830                      |       |
| Bild gesucht BW | Wohn-Wirtschaftsgebäude Wetzloser Straße 28    | Rhina, Wetzloser Straße 28 LageFlur: 3, Flurstück: 45/1               |              | Spätes 18. Jahrhundert    |       |
| Bild gesucht BW | Haupthaus einer Hofanlage Wetzloser Straße 30  | Rhina, Wetzloser Straße 30 LageFlur: 3, Flurstück: 44/2               |              | 1845                      |       |
| Bild gesucht BW | Wohn-Wirtschaftsgebäude Wetzloser Straße 31    | Rhina, Wetzloser Straße 31 LageFlur: 3, Flurstück: 223/1              |              | Mittleres 19. Jahrhundert |       |
| Bild gesucht BW | Ehemaliger Gasthof                             | Rhina, Wetzloser Straße 32 LageFlur: 3, Flurstück: 39/1               |              | 1842                      |       |
| Bild gesucht BW | Streckhof Wetzloser Straße 33                  | Rhina, Wetzloser Straße 33 LageFlur: 3, Flurstück: 227/3              |              | 2. Hälfte 19. Jahrhundert |       |
| Bild gesucht BW | Wohnhaus Wetzloser Straße 34                   | Rhina, Wetzloser Straße 34 LageFlur: 3, Flurstück: 297/24             |              | 2. Hälfte 19. Jahrhundert |       |

## Schletzenrod
| Bild            | Bezeichnung                         | Lage                                                     | Beschreibung | Bauzeit                   | Daten |
| --------------- | ----------------------------------- | -------------------------------------------------------- | ------------ | ------------------------- | ----- |
| Bild gesucht BW | Dreiseithof Eichfeldstraße 1        | Schletzenrod, Eichfeldstraße 1 LageFlur: 1, Flurstück: 4 |              | 1833                      |       |
| Bild gesucht BW | Wohn-Wirtschaftsgebäude Tannenweg 1 | Schletzenrod, Tannenweg 1 LageFlur: 1, Flurstück: 30/2   |              | 2. Hälfte 19. Jahrhundert |       |

## Stärklos
| Bild            | Bezeichnung                               | Lage                                                      | Beschreibung | Bauzeit                        | Daten |
| --------------- | ----------------------------------------- | --------------------------------------------------------- | ------------ | ------------------------------ | ----- |
| Bild gesucht BW | Hofanlage Am Schloßgarten 8               | Stärklos, Am Schloßgarten 8 LageFlur: 1, Flurstück: 12/1  |              | 1816                           |       |
| Bild gesucht BW | Traufenhaus Am Wetzloser Weg 1            | Stärklos, Am Wetzloser Weg 1 LageFlur: 1, Flurstück: 80   |              | nach 1820                      |       |
| Bild gesucht BW | Hofanlage Kruspiser Straße 6              | Stärklos, Kruspiser Straße 6 LageFlur: 1, Flurstück: 58/4 |              | Erstes Drittel 20. Jahrhundert |       |
| Bild gesucht BW | Hofreite Kruspiser Straße 9               | Stärklos, Kruspiser Straße 9 LageFlur: 1, Flurstück: 56   |              | Zweite Hälfte 19. Jahrhundert  |       |
| Bild gesucht BW | Ernhaus Solmser Straße 2                  | Stärklos, Solmser Straße 2 LageFlur: 1, Flurstück: 20     |              | um 1800                        |       |
| Bild gesucht BW | Ehemalige Schule                          | Stärklos, Solmser Straße 4 LageFlur: 1, Flurstück: 21     |              | 1924                           |       |
| Bild gesucht BW | Wohnhaus Solmser Straße 5                 | Stärklos, Solmser Straße 5 LageFlur: 1, Flurstück: 36     |              | 17. Jahrhundert                |       |
| Bild gesucht BW | Erntennenhaus Solmser Straße 9            | Stärklos, Solmser Straße 9 LageFlur: 1, Flurstück: 25     |              | 1821                           |       |
| Bild gesucht BW | Wohn-Wirtschaftsgebäude Solmser Straße 11 | Stärklos, Solmser Straße 11 LageFlur: 1, Flurstück: 30    |              | um 1800                        |       |
| Bild gesucht BW | Wohnhaus Solmser Straße 12                | Stärklos, Solmser Straße 12 LageFlur: 1, Flurstück: 7     |              | Spätes 19. Jahrhundert         |       |
| Bild gesucht BW | Gebäude Strauchweg 1                      | Stärklos, Strauchweg 1 LageFlur: 1, Flurstück: 16         |              |                                |       |

## Unterstoppel
| Bild                   | Bezeichnung                                      | Lage                                                              | Beschreibung | Bauzeit                        | Daten |
| ---------------------- | ------------------------------------------------ | ----------------------------------------------------------------- | ------------ | ------------------------------ | ----- |
| Ehemalige Zehntscheune | Ehemalige Zehntscheune                           | Unterstoppel, Stoppelsbergsstraße 2 LageFlur: 2, Flurstück: 2     |              | 1784                           |       |
| Bild gesucht BW        | Scheune Stoppelsbergsstraße 6                    | Unterstoppel, Stoppelsbergsstraße 6 LageFlur: 3, Flurstück: 10    |              | 1823                           |       |
| Bild gesucht BW        | Rähmbau Stoppelsbergsstraße 7                    | Unterstoppel, Stoppelsbergsstraße 7 LageFlur: 3, Flurstück: 18/4  |              | Zweite Hälfte 19. Jahrhundert  |       |
| Bild gesucht BW        | Hofanlage Stoppelsbergsstraße 8                  | Unterstoppel, Stoppelsbergsstraße 8 LageFlur: 3, Flurstück: 11    |              | 1753                           |       |
| Bild gesucht BW        | Haupthaus einer Hofanlage Stoppelsbergsstraße 10 | Unterstoppel, Stoppelsbergsstraße 10 LageFlur: 3, Flurstück: 14   |              | 1850                           |       |
| Bild gesucht BW        | Ehemaliges Armenhaus                             | Unterstoppel, Stoppelsbergsstraße 12 LageFlur: 3, Flurstück: 13   |              | 19. Jahrhundert                |       |
| Bild gesucht BW        | Traufenhaus Stoppelsbergsstraße 14               | Unterstoppel, Stoppelsbergsstraße 14 LageFlur: 3, Flurstück: 15/1 |              | Frühes 19. Jahrhundert         |       |
| Bild gesucht BW        | Fachwerkhaus Stoppelsbergsstraße 15              | Unterstoppel, Stoppelsbergsstraße 15 LageFlur: 3, Flurstück: 26/1 |              | Spätes 18. Jahrhundert         |       |
| Bild gesucht BW        | Hofanlage Stoppelsbergsstraße 21                 | Unterstoppel, Stoppelsbergsstraße 21 LageFlur: 3, Flurstück: 36   |              | Erstes Drittel 19. Jahrhundert |       |
| Bild gesucht BW        | Ilmesmühle                                       | Unterstoppel, Außerhalb der Ortslage LageFlur: 6, Flurstück: 42   |              | Zweite Hälfte 19. Jahrhundert  |       |

## Wehrda
| Bild                     | Bezeichnung                                                       | Lage                                                                                | Beschreibung                        | Bauzeit                      | Daten |
| ------------------------ | ----------------------------------------------------------------- | ----------------------------------------------------------------------------------- | ----------------------------------- | ---------------------------- | ----- |
| Bild gesucht BW          | Gesamtanlage Wehrda                                               | Wehrda Lage                                                                         |                                     |                              |       |
| Bild gesucht BW          | Hofreite Am Mühlweg 9                                             | Wehrda, Am Mühlweg 9 LageFlur: 7, Flurstück: 226/150                                |                                     | Spätes 19. Jahrhundert       |       |
| Bild gesucht BW          | Hakenhof Auf der langen Wiese 1                                   | Wehrda, Auf der langen Wiese 1 LageFlur: 6, Flurstück: 157/67                       |                                     | Mitte 18. Jahrhundert        |       |
| Bild gesucht BW          | Evangelische Pfarrkirche                                          | Wehrda, Auf der langen Wiese 2 LageFlur: 7, Flurstück: 70                           |                                     | Ende 15. Jahrhundert         |       |
| Gelbes Schloss           | Gelbes Schloss                                                    | Wehrda, Auf der langen Wiese 3 LageFlur: 6, Flurstück: 69/1                         |                                     | 17. Jahrhundert              |       |
| Bild gesucht BW          | Pfarrhaus                                                         | Wehrda, Auf der langen Wiese 4 LageFlur: 5, Flurstück: 71/1                         |                                     | um 1688                      |       |
| Bild gesucht BW          | Nebengebäude (Wohnhaus und Wirtschaftsgebäude) zum Gelben Schloss | Wehrda, Auf der langen Wiese 5 LageFlur: 6, Flurstück: 77/1                         |                                     | 1719                         |       |
| Bild gesucht BW          | Hofreite Auf der langen Wiese 6                                   | Wehrda, Auf der langen Wiese 6 LageFlur: 7, Flurstück: 75/2                         |                                     | 1886                         |       |
| Bild gesucht BW          | Dreiseithof Hohenwehrdaer Straße 1 + 3                            | Wehrda, Hohenwehrdaer Straße 1 + 3 LageFlur: 7, Flurstück: 131/1 + 219/131          |                                     | 1808                         |       |
| Bild gesucht BW          | Gasthaus                                                          | Wehrda, Hohenwehrdaer Straße 9 LageFlur: 7, Flurstück: 145/1                        |                                     | 1872                         |       |
| Bild gesucht BW          | Traufenhaus Hohenwehrdaer Straße 12                               | Wehrda, Hohenwehrdaer Straße 12 LageFlur: 6, Flurstück: 17/1                        |                                     | Mittleres 19. Jahrhundert    |       |
| Bild gesucht BW          | Traufenhaus Hohenwehrdaer Straße 14                               | Wehrda, Hohenwehrdaer Straße 14 LageFlur: 6, Flurstück: 16 + 179/15                 |                                     | Erste Hälfte 18. Jahrhundert |       |
| Bild gesucht BW          | Dreiständerbau Hohenwehrdaer Straße 15                            | Wehrda, Hohenwehrdaer Straße 15 LageFlur: 7, Flurstück: 180/1                       | 1986 aus Solms hierher transloziert | um 1710                      |       |
| Bild gesucht BW          | Wohnhaus Hohenwehrdaer Straße 18                                  | Wehrda, Hohenwehrdaer Straße 18 LageFlur: 6, Flurstück: 191/6                       |                                     | Frühes 19. Jahrhundert       |       |
| Bild gesucht BW          | Traufenhaus Hohenwehrdaer Straße 20                               | Wehrda, Hohenwehrdaer Straße 20 LageFlur: 6, Flurstück: 2/1                         |                                     | 1717                         |       |
| Bild gesucht BW          | Traufenhaus Hutzbergstraße 1                                      | Wehrda, Hutzbergstraße 1 LageFlur: 7, Flurstück: 68/1                               |                                     | 1679                         |       |
| Bild gesucht BW          | Hofreite Hutzbergstraße 2                                         | Wehrda, Hutzbergstraße 2 LageFlur: 7, Flurstück: 57/1                               |                                     | 1855                         |       |
| Bild gesucht BW          | Haupthaus Hutzbergstraße 4                                        | Wehrda, Hutzbergstraße 4 LageFlur: 7, Flurstück: 60/2                               |                                     | Erste Hälfte 18. Jahrhundert |       |
| Bild gesucht BW          | Haupthaus einer Hofreite und Backhaus Hutzbergstraße 5            | Wehrda, Hutzbergstraße 5 LageFlur: 7, Flurstück: 65/1                               |                                     | um 1800                      |       |
| Rotes Schloss            | Rotes Schloss                                                     | Wehrda, Im alten Turm 4 LageFlur: 6, Flurstück: 78/1                                |                                     | 1668                         |       |
| Ehemalige Gerichtsstätte | Ehemalige Gerichtsstätte                                          | Wehrda, Kirchplatz LageFlur: 7, Flurstück: 186/5                                    |                                     |                              |       |
| Bild gesucht BW          | Gebäude In der Eck 1                                              | Wehrda, In der Eck 1 LageFlur: 7, Flurstück: 103/4                                  |                                     | Erste Hälfte 18. Jahrhundert |       |
| Bild gesucht BW          | Hofanlage Rhinaer Straße 2                                        | Wehrda, Rhinaer Straße 2 LageFlur: 7, Flurstück: 127/1                              |                                     | Erste Hälfte 18. Jahrhundert |       |
| Bild gesucht BW          | Wohnhaus Rhinaer Straße 6                                         | Wehrda, Rhinaer Straße 6 LageFlur: 7, Flurstück: 120/1                              |                                     | 19. Jahrhundert              |       |
| Bild gesucht BW          | Wohnhaus Rhinaer Straße 7                                         | Wehrda, Rhinaer Straße 7 LageFlur: 7, Flurstück: 45/2                               |                                     | Spätes 17. Jahrhundert       |       |
| Bild gesucht BW          | Wohnhaus Rhinaer Straße 8                                         | Wehrda, Rhinaer Straße 8 LageFlur: 7, Flurstück: 103/3                              |                                     | vor 1700                     |       |
| Bild gesucht BW          | Fachwerkhaus Rhinaer Straße 10                                    | Wehrda, Rhinaer Straße 10 LageFlur: 7, Flurstück: 101/2                             |                                     | 17. Jahrhundert              |       |
| Bild gesucht BW          | Fachwerkhaus Rhinaer Straße 11                                    | Wehrda, Rhinaer Straße 11 LageFlur: 7, Flurstück: 35/1                              |                                     |                              |       |
| Bild gesucht BW          | Fachwerkhaus Rhinaer Straße 30                                    | Wehrda, Rhinaer Straße 30 LageFlur: 8, Flurstück: 10/6                              |                                     | um 1900                      |       |
| Bild gesucht BW          | Jüdischer Friedhof                                                | Wehrda, Verlängerung von Am Mühlweg LageFlur: 12, Flurstück: 190/28                 |                                     | 1853                         |       |
| weitere Bilder           | Schloss Hohenwehrda                                               | Wehrda, Verlängerung von Am Mühlweg LageFlur: 12, Flurstück: 34/8                   |                                     | 1901                         |       |
| Bild gesucht BW          | Privater Friedhof                                                 | Wehrda, Vor dem Ort an der Rhinaer Straße LageFlur: 8, Flurstück: 67                |                                     | 18. Jahrhundert              |       |
| weitere Bilder           | Burgruine Altwehrda                                               | Wehrda, Vor dem Ort abseits der Rhinaer Straße LageFlur: 8, Flurstück: 9/1 und 10/1 |                                     | Ende 13. Jahrhundert         |       |

## Wetzlos
| Bild            | Bezeichnung                                 | Lage                                                     | Beschreibung | Bauzeit                   | Daten |
| --------------- | ------------------------------------------- | -------------------------------------------------------- | ------------ | ------------------------- | ----- |
| Bild gesucht BW | Haupthaus eine Hofanlage Queräcker Straße 1 | Wetzlos, Queräcker Straße 1 LageFlur: 1, Flurstück: 76   |              | um 1800                   |       |
| Bild gesucht BW | Ernshaus Stärkloser Straße 1                | Wetzlos, Stärkloser Straße 1 LageFlur: 1, Flurstück: 99  |              | Mittleres 18. Jahrhundert |       |
| Bild gesucht BW | Hofanlage Sternbergstraße 10                | Wetzlos, Sternbergstraße 10 LageFlur: 1, Flurstück: 97/5 |              | nach 1820                 |       |
| Bild gesucht BW | Wohnhaus Sternbergstraße 14                 | Wetzlos, Sternbergstraße 14 LageFlur: 1, Flurstück: 96/1 |              | Mitte 19. Jahrhundert     |       |
| Bild gesucht BW | Ehemalige Schule                            | Wetzlos, Sternbergstraße 18 LageFlur: 1, Flurstück: 94   |              | 1835                      |       |
| Bild gesucht BW | Hofreite Sternbergstraße 19                 | Wetzlos, Sternbergstraße 19 LageFlur: 1, Flurstück: 14/1 |              | Spätes 19. Jahrhundert    |       |